# Еміль Генріквес
Еміль Генріквес (швед. Emil Henriques, 19 грудня 1883 — 19 листопада 1957) — шведський яхтсмен.
Срібний призер Олімпійських Ігор 1912 року в класі 8 метрів.